# Conjunction Fallacy
Conjunction Fallacy (englisch für „Verknüpfungstäuschung“ oder „Verknüpfungs-Fehlschluss“) ist ein logischer Fehlschluss, der darin besteht, dass in einem konkreten Fall spezielle Bedingungen für wahrscheinlicher eingeschätzt werden als weniger spezielle Bedingungen.
Der Denkfehler ist 1983 von Amos Tversky und Daniel Kahneman beschrieben worden. Ein Forscherteam des Dartmouth College (George Wolford, Holly A. Taylor, J. Robert Beck) hat Tverskys und Kahnemans Ausführungen 1990 zum Teil kritisch hinterfragt.
Auch der Prävalenzfehler beruht darauf, dass die zugrundeliegende Wahrscheinlichkeitsverteilung nicht berücksichtigt wird. 

## Beispiel
A. zupft sich die Augenbrauen. Was ist wahrscheinlicher:
1. A. hat Blutgruppe 0.
2. A. hat Blutgruppe 0 und ist eine Frau.

Viele Befragte werden – fälschlich – den zweiten Fall für wahrscheinlicher halten, und das obwohl Personengruppe 1 Personengruppe 2 nicht nur einschließt, sondern sogar erweitert, nämlich um Männer (von denen sich einige die Augenbrauen zupfen).
Wie Tversky und Kahneman in einem Experiment aufgewiesen haben, sind Personen, die Vorbildung in den Bereichen Statistik und Wahrscheinlichkeitstheorie besitzen, für Conjunction Fallacy nicht minder anfällig als Personen ohne entsprechende Vorbildung.
Erklärung
Der Fehlschluss rührt erstens von der falschen Annahme her, dass es sich bei den zwei Fällen um Alternativen handle, die einander ausschließen („Blutgruppe 0 und Mann“ vs. „Blutgruppe 0 und Frau“), während tatsächlich eine Menge und deren Schnittmenge zur Entscheidung gestellt werden.
Zweitens rührt er vom Bedürfnis des Befragten nach Plausibilität her, der „Augenbrauenzupfen“ (als kulturelles Chiffre für Weiblichkeit) eventuell auch dann mit „Frau“ zu verknüpfen versucht, wenn nach diesem Zusammenhang gar nicht gefragt ist. Oft lebt er von Stereotypen und Vorurteilen.